# Каменєв Сергій Сергійович
Ка́менєв Сергі́й Сергі́йович (4 (16) квітня 1881 , Київ  — 25 серпня 1936 , Москва ) — радянський воєначальник, командарм 1-го рангу (1935).

## Біографія
Народився в Києві 4 (16) квітня 1881 року. Брав участь у 1-й світовій війні як командир Полтавського піхотного полку, начальник стрілецького корпусу, полковник. Після Жовтневого перевороту 1917 року був обраний начальником штаба корпусу, а згодом армії.
З вересня 1918 по липень 1919 року командував Східним фронтом. З липня 1919 по квітень 1924 року — командувач військовими силами Радянської Росії. У травні 1927 року призначений заступником наркома з військових і морських справ. Разом з тим ґрунтовно висвітлював у своїх працях історію і теорію військової справи.
Помер 25 серпня 1936 року. Урна з прахом вмурована в Кремлівську стіну на Красній площі в Москві.
Недовзі після смерті Каменєва було звинувачено в участі у «військово-фашистській змові» та названо ворогом народу. За результатами XX з'їзду КПРС Сергія Каменєва повністю реабілітовано.

## Пам'ять

Меморіальна дошка Каменєва (демонтована) у Києві

У Києві дві вулиці мали назву на честь Сергія Каменєва: у 1936—1937 роках — вулиця Князів Острозьких на Печерську, а в 1977—2015 роках — нинішня вулиця Петра Болбочана.

## Див.також
- Лебедев